# Куданівське болото (заказник)
Кудані́вське боло́то — загальнозоологічний заказник місцевого значення в Україні. 
Розташований у межах Лебединського району Сумської області, на схід від села Куданівка.

## Опис
Площа 79,68 га. Статус надано 28.04.2017 року. Перебуває у віданні виконавчого комітету Лебединської міської ради. 
Охороняється перезволожена територія в долині річки Псел. Водно-болотний масив представлений евтрофним переважно високотравним болотом, зарослим деревно-чагарниковою рослинністю (верби тритичникова, прутовидна, попеляста, ламка).
Місце існування низки видів рідкісних рослин і тварин, що перебувають під охороною держави. Зокрема занесені до Червоної книги України рослини (зозульки м'ясочервоні), тварини — журавель сірий, дозорець-імператор, стрічкарка блакитна, махаон. Серед видів, що занесені до Списку регіонально рідкісних, трапляються: пастушок, чапля сіра і руда, стрічкарка вербова та інші.

## Зображення

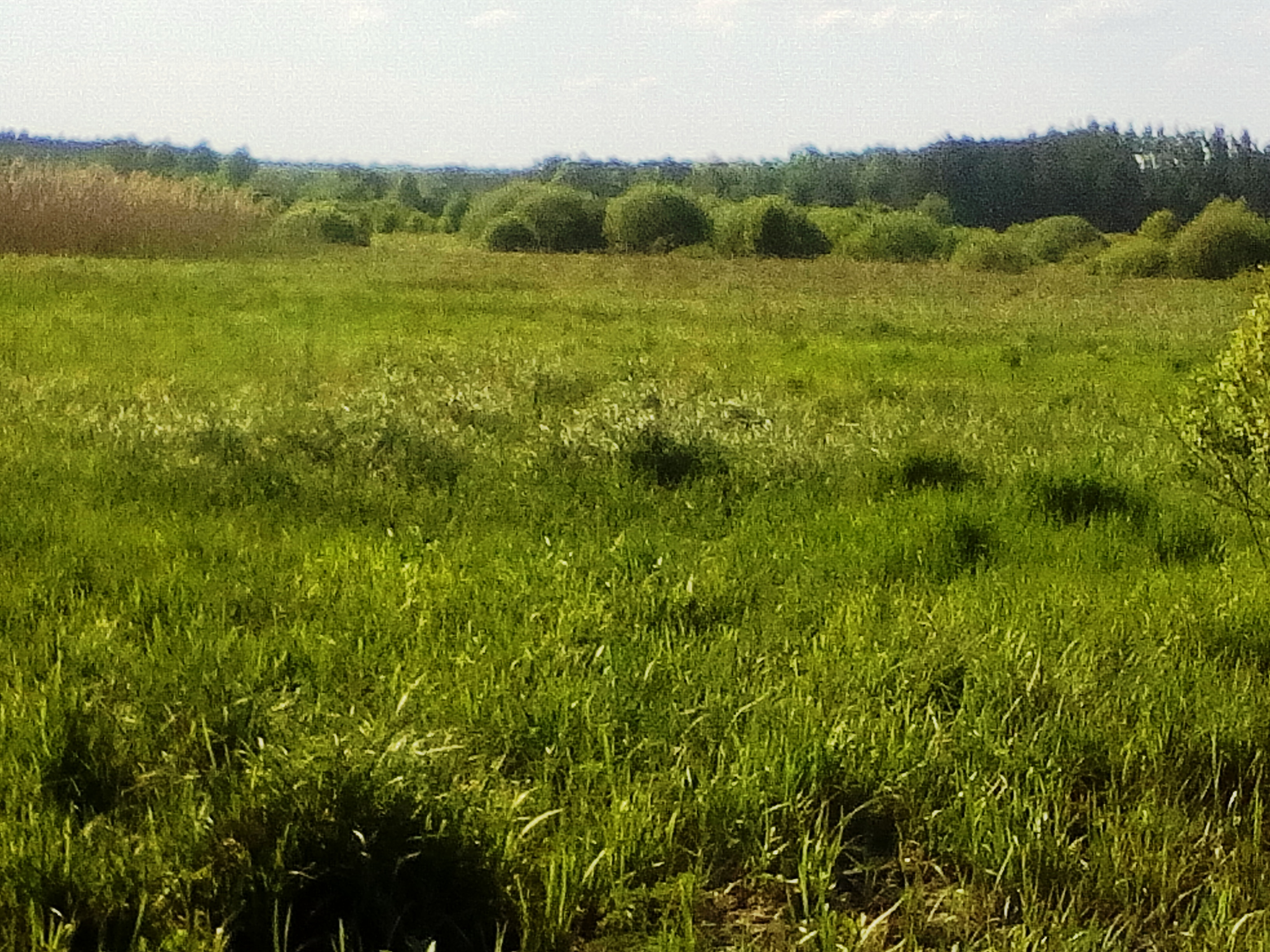
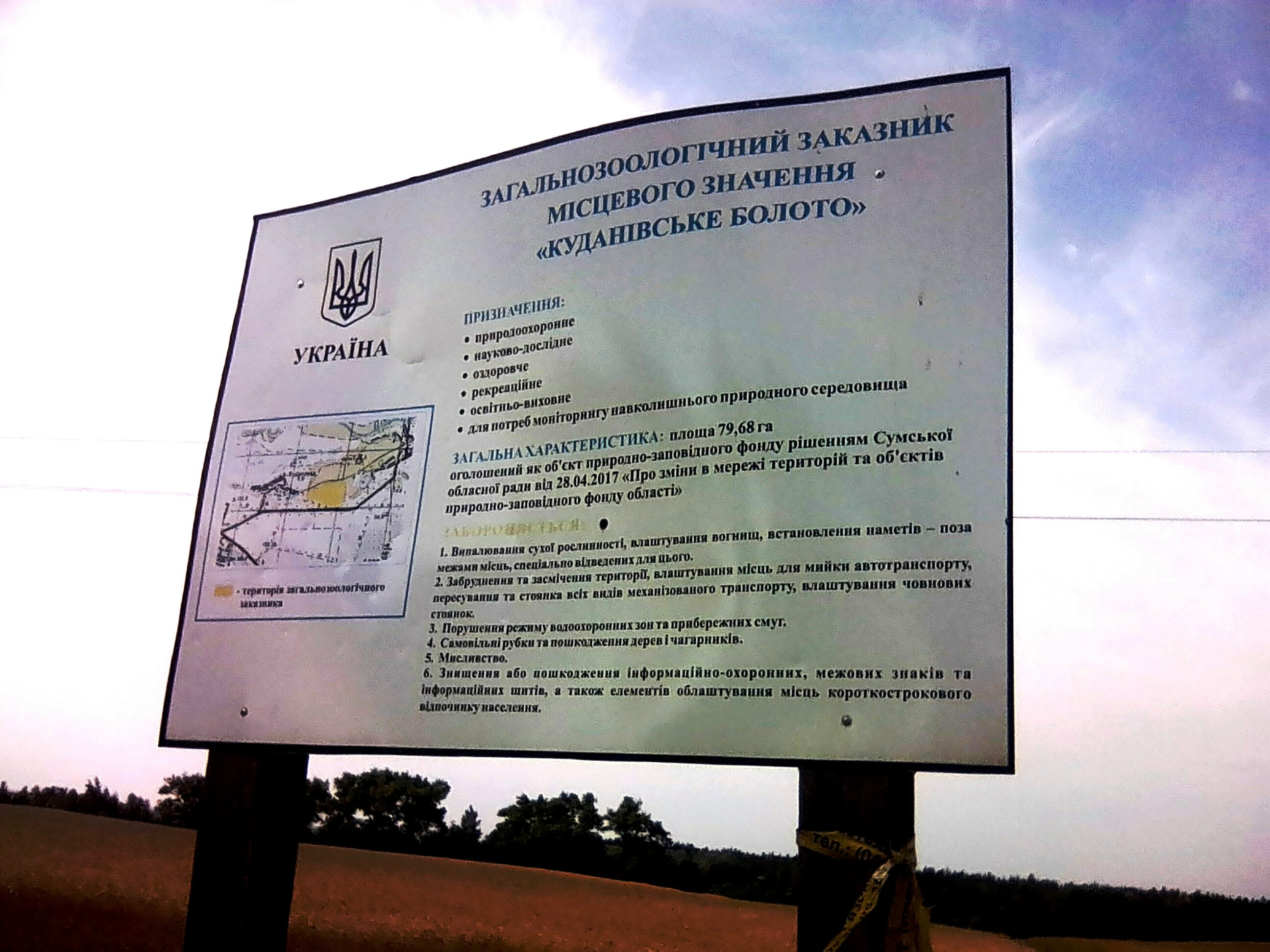
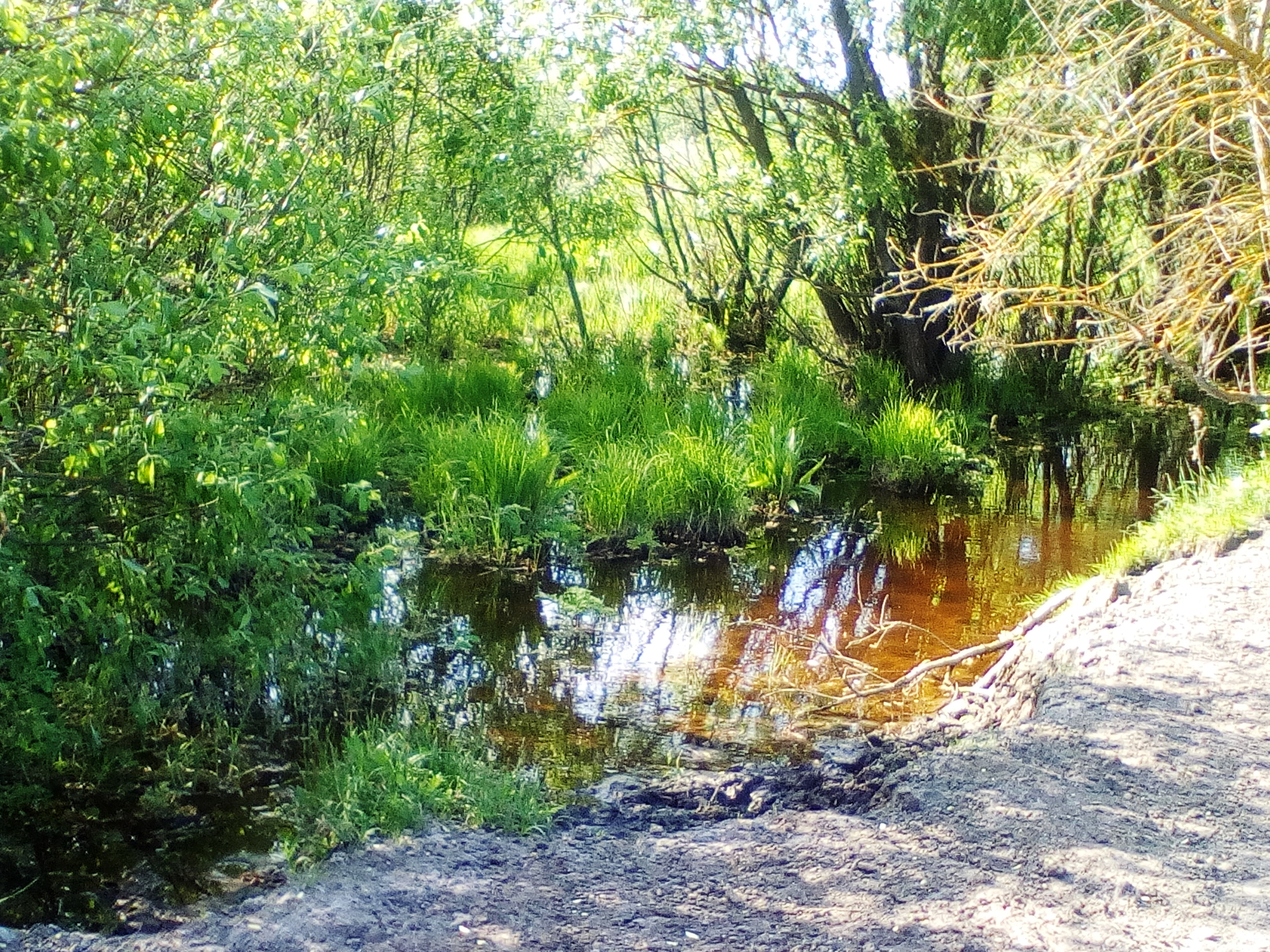